# Taksimo
Taksimo (en russe : Таксимо́, en bouriate : Таксимо, Taksimo) est une commune urbaine, centre administratif de l'établissement urbain de Taksimo et du raïon de la Mouïa de Bouriatie, en Russie. Sa population s'élevait à 7 140 habitants en 2024.

## Géographie
Le village de Taksimo se situe en Bouriatie, une république de Russie située en Transbaïkalie, région de Sibérie orientale à l'est du lac Baïkal. Il fait partie du district fédéral extrême-oriental. Centre administratif du raïon de la Mouïa, un raïon de la république, il est aussi le centre administratif du l'établissement urbain de Taksimo, une municipalité du raïon,.   
Le fuseau horaire du village est MSK+5 (heure d'Irkoutsk). Le décalage horaire appliqué par rapport au temps universel coordonné est +09:00.  

## Démographie
Recensements (*) et estimations de la population:
| 1989*  | 2010* | 2021* | 2024  |
| ------ | ----- | ----- | ----- |
| 12 368 | 9 438 | 7 427 | 7 140 |